# Chirocladius pedipalpus
Chirocladius pedipalpus är en tvåvingeart som beskrevs av C. Picado 1913. Chirocladius pedipalpus ingår i släktet Chirocladius och familjen fjädermyggor.
Artens utbredningsområde är Costa Rica. Inga underarter finns listade i Catalogue of Life.